# Henosepilachna vigintisexpunctata
Henosepilachna vigintisexpunctata (cunoscută și ca buburuza cartofului cu douăzeci și șase de puncte)  este o buburuză din familia Coccinellidae.